# 小行星4530
小行星4530（英語：4530 Smoluchowski）是一颗围绕太阳公转的小行星。1984年3月1日，愛德華·鮑威爾在可可尼诺县发现了此天体。
这颗小行星的绝对星等为16.33842360879373等。